# استاروتیریشکینو
استاروتیریشکینو (به لاتین: Starotyryshkino) یک منطقهٔ مسکونی در روسیه است که در سرزمین آلتای واقع شده‌است.